# エスタディオ・シウダ・デ・バレンシア
エスタディオ・シウダ・デ・バレンシア（Estadio Ciudad de Valencia、公式名はバレンシア語のEstadi Ciutat de València）は、スペイン・バレンシアにあるサッカースタジアム。レバンテUDのホームスタジアム。収容人数は25,534人。

## 歴史
このスタジアムは、果樹園だった4万平方メートルの敷地をクラブが買収して建設された。1969年9月9日、アントニオ・ロマン会長の下で行われたレバンテUDとバレンシアCFの試合がこけら落としとなり、以前まではジムナスティック・デ・バレンシアというクラブのホームスタジアムを借りていた。竣工時から2年間はエスタディオ・アントニオ・ロマンと呼ばれていたが、その後エスタディオ・ヌエボ・エスタディオ、そして1999年から現在の名称であるエスタディオ・シウダ・デ・バレンシアという名前が使われるようになった。また、立ち見席を廃止するヨーロッパの動きに合わせるためやLFPからの要請に応じ、1997年にはスタジアム内にあった立ち見席を撤去し、全席座席型にした。